# Plešský Mlýn
Plešský Mlýn, auch Veský Mlýn (deutsch Dorfmühle, auch Plösser Mühle) ist eine Wüstung auf dem Kataster von Pleš in der Gemeinde Bělá nad Radbuzou im westböhmischen Okres Domažlice in Tschechien.

## Geografie
Der Weiler Plešský Mlýn lag etwa einen Kilometer südlich von Pleš am Zusammenfluss von Weißbach und Braunbachl nahe der deutsch-tschechischen Grenze auf deren deutscher Seite sich die Plößerlohe befand.
Er hatte eine kleine Kapelle, zwei Wohnhäuser, die eigentliche Mühle mit Nebenhaus und einigen landwirtschaftlichen Gebäuden.

## Geschichte
Dorfmühle gehörte Franz Steiner, der die Mühle um 1902 kaufte und modern ausbaute.
Er ersetzte das alte Mühlrad durch eine Francis-Turbine, mit der er den benötigten Strom erzeugte.
Die Mühle besaß ein Mahlwerk für Roggen und ein Sägewerk mit dem das Rohmaterial für die Spanschachtelherstellung erzeugt wurde.
Sie wurde 1873 in das Wasserbuch eingetragen.
Franz Steiner wurde 1944 verhaftet, nachdem er seine Meinung zum Hitlerattentat offenherzig geäußert hatte.
Einige Wochen später kam die Nachricht, er sei aufgrund einer Krankheit in einem Lager nahe Dresden verstorben.
Die Dorfmühle wurde 1949 zerstört.